# Altrhein Wyhlen
Das Naturschutzgebiet Altrhein Wyhlen befindet sich auf dem Gebiet der Gemeinde Grenzach-Wyhlen im Landkreis Lörrach.

## Kenndaten
Das Naturschutzgebiet wurde mit Verordnung des Regierungspräsidiums Freiburg vom 18. September 1975 ausgewiesen und hat eine Größe von 23,4293 Hektar. Es wird unter der Schutzgebietsnummer 3.047 geführt. Der CDDA-Code für das Naturschutzgebiet lautet 81278  und entspricht der WDPA-ID.

## Lage und Beschreibung
Das Naturschutzgebiet Altrhein Wyhlen befindet sich auf dem Gebiet der Gemeinde Grenzach-Wyhlen auf der Gemarkung Wyhlen mit einer Gesamtgröße von rund 23 ha.
Das Naturschutzgebiet ist ein durch Anstau des Rheins entstandener See (17 ha), der vom Rhein durch eine langgestreckte Insel bis auf zwei Durchlässe getrennt ist. Die Insel ist mit Eichen und Erlen bestockt. Am Nordufer des Sees ist ein schmaler Waldstreifen und am Ostende dichter Schilfbestand mit anschließendem Weidengebüsch. Es ist Brutgebiet zahlreicher Wasservögel und Winterquartier für Vögel.

## Schutzzweck
In der Verordnung von 1975 wurde kein wesentlicher Schutzzweck verankert.
Der Schutzzweck des Naturschutzgebiets wird heute in § 23 BNatSchG Abs. 1 Nrn. 1–3 definiert, wobei die Gründe für die Ausweisung eines Naturschutzgebiets nicht nur auf ökologische oder ästhetische Gesichtspunkte beschränkt sind, sondern sich auch auf wissenschaftliche, naturgeschichtliche und landeskundliche Aspekte erstrecken.

## Arteninventar
Im Naturschutzgebiet Altrhein Wyhlen wurden folgende Arten erfasst:
- Säugetiere

Castor fiber (Biber)
- Vögel

Accipiter gentilis (Habicht), Acrocephalus scirpaceus (Teichrohrsänger), Actitis hypoleucos (Flussuferläufer), Alcedo atthis (Eisvogel), Anas acuta (Spießente), Anas clypeata (Löffelente), Anas crecca (Krickente), Anas penelope (Pfeifente), Anas querquedula (Knäkente), Anas strepera (Schnatterente), Ardea cinerea (Graureiher), Ardea purpurea (Purpurreiher), Athene noctua (Steinkauz), Aythya ferina (Tafelente), Aythya fuligula (Reiherente), Aythya marila (Bergente), Branta ruficollis (Rothalsgans), Bucephala clangula (Schellente), Calidris alpina (Alpenstrandläufer), Calidris ferruginea (Sichelstrandläufer), Tadorna ferruginea (Rostgans), Charadrius dubius (Flussregenpfeifer), Charadrius hiaticula (Sandregenpfeifer), Chlidonias niger (Trauerseeschwalbe), Ciconia ciconia (Weißstorch), Columba oenas (Hohltaube), Corvus corone (Rabenkrähe), Corvus frugilegus (Saatkrähe), Corvus monedula (Dohle), Cygnus cygnus (Singschwan), Cygnus olor (Höckerschwan), Dryocopus martius (Schwarzspecht), Egretta alba (Silberreiher), Egretta garzetta (Seidenreiher), Emberiza cirlus (Zaunammer), Fulica atra (Blässhuhn), Gallinago gallinago (Bekassine), Gallinula chloropus (Teichhuhn), Garrulus glandarius (Eichelhäher), Gavia stellata (Sterntaucher), Himantopus himantopus (Stelzenläufer), Jynx torquilla (Wendehals), Lanius collurio (Neuntöter), Larus argentatus (Silbermöwe), Larus canus (Sturmmöwe), Larus minutus (Zwergmöwe), Larus ridibundus (Lachmöwe), Limosa limosa (Uferschnepfe), Melanitta fusca (Samtente), Mergellus albellus (Zwergsäger), Mergus merganser (Gänsesäger), Mergus serrator (Mittelsäger), Miliaria calandra (Grauammer), Milvus migrans (Schwarzmilan), Milvus milvus (Rotmilan), Motacilla flava (Mitteleuropäische Schafstelze), Netta rufina (Kolbenente), Oriolus oriolus (Pirol), Pandion haliaetus (Fischadler), Pernis apivorus (Wespenbussard), Phalacrocorax carbo (Kormoran), Philomachus pugnax (Kampfläufer), Pica pica (Elster), Podiceps cristatus (Haubentaucher), Podiceps grisegena (Rothalstaucher), Podiceps nigricollis (Schwarzhalstaucher), Rallus aquaticus (Wasserralle), Recurvirostra avosetta (Säbelschnäbler), Saxicola rubetra (Braunkehlchen), Somateria mollissima (Eiderente), Sylvia communis (Dorngrasmücke), Tachybaptus ruficollis (Zwergtaucher), Tadorna tadorna (Brandgans), Tringa erythropus (Dunkler Wasserläufer), Tringa glareola (Bruchwasserläufer), Tringa nebularia (Grünschenkel), Tringa ochropus (Waldwasserläufer), Tringa totanus (Rotschenkel), Tyto alba (Schleiereule), Vanellus vanellus (Kiebitz)